# Comté de Sobrarbe
781–1045
Entités précédentes :
- Al-Andalus

Entités suivantes :
- Royaume d'Aragon

Le comté de Sobrarbe était l'un des anciens comtés pyrénéens formés au Moyen Age au début de la Reconquista. Il se constitua autour de la haute vallée du Cinca et s'étendit jusqu'au XIe siècle, au point que ses limites correspondent à l'actuelle comarque de Sobrarbe.
L'histoire du comté est liée au comté, puis royaume d'Aragon, auquel il fut définitivement rattaché au milieu du XIe siècle.

## Histoire

### Origines

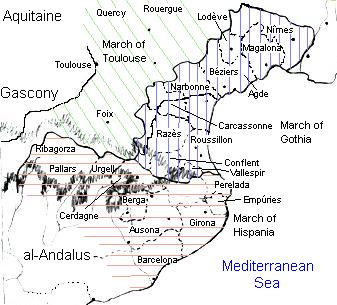
Les comtés pyrénéens au début du IXe siècle.

Entre 714 et 718, la haute vallée du Cinca est soumise par les conquérants arabes. Les habitants, qui dépendent du gouverneur de Huesca, conservent cependant leurs propriétés, leurs lois et leurs gouverneurs locaux.
Selon la légende, Garcí Ximénez, un noble vascon établi entre le Cinca et le Gállego se serait rebellé en 724. Avant la bataille lui serait apparue une croix rouge au-dessus d'un chêne. Le nom de Sobrarbe viendrait de cet événement : sobre el árbol (« au-dessus de l'arbre »). Le blason de Sobrarbe reprit d'ailleurs cette symbolique.
Peu avant 781, profitant des dissensions entre les musulmans, une nouvelle rébellion est menée par un chef local, Galindo Belascotenes : il contrôle alors la haute vallée du Cinca à l'est, la sierra d'Olsón (ou d'Arbe) au sud, le Serrablo, autour de Las Bellostas, à l'ouest, et la dépression de l'Ara au nord. Les villes plus importantes d'Aínsa et de Boltaña restent sous domination musulmane.

### L'émergence d'un comté carolingien
Les Francs carolingiens cherchent également à prendre pied au sud des Pyrénées : en 797, le duc d'Aquitaine Louis, fils de Charlemagne, traverse les Pyrénées, mais il échoue devant Huesca. Cependant, un comte carolingien, Aureolus, s'installe avec plusieurs hommes et le soutien de Galindo Belascotenes dans le sud de la Sobrarbe, dans les montagnes entre Boïl, Las Bellostas et Matidero, autour de Boltaña. Vers 806, la Sobrarbe, la vallée de Chistau et la Ribagorce voisine sont placées sous la domination du comte de Toulouse. D'un point de vue religieux, la région est rattachée au diocèse d'Urgell.
À la mort d'Aureolus, en 809, le gouverneur musulman de Saragosse et Huesca, Amrus ibn Yusuf, récupère les positions perdues en Sobrarbe. Une nouvelle expédition carolingienne qui échoue devant Huesca permet cependant de remettre la main sur ces territoires en 812. La région est alors confiée à un homme de confiance, Aznar Ier Galindez, qui dirige déjà le comté voisin d'Aragon : les deux comtés partagent alors le même sort.

### Le comté de Sobrarbe dans l'Aragon indépendant
Cependant, les tensions s'exacerbent entre seigneurs chrétiens : les Généalogies de Roda expliquent qu'entre 812 et 820, Aznar Ier Galindez entre en conflit ouvert avec la famille de Galindo Belascotenes : le fils de ce dernier, Garcia Ier d'Aragon, s'allie en 820 avec le roi de Pampelune, Eneko Arista, et les seigneurs musulmans contre Centulfe, fils d'Aznar Ier Galindez, et le soumet en 820.
Garcia Ier, qui s'est alors rendu maître de l'Aragon et de la Sobrarbe, se rebelle contre l'autorité carolingienne. En 824, il apporte son soutien au roi de Pampelune, menacé par une expédition carolingienne, commandée par les comtes Elbe et Aznar. Avec l'aide du puissant seigneur musulman Musa ibn Fortún, les Carolingiens sont mis en déroute.

### Le retour sous la domination musulmane
À la mort de Garcia Ier, en 833, les comtés d'Aragon et de Sobrarbe reviennent à son fils, Galindo Garcés. En 840, il attaque Huesca sans succès, puis il est soumis par l'émir de Cordoue, Abd al-Rahman II en 842. La relative autonomie des habitants de Sobrarbe est réduite en 907 ou 908 par le gouverneur musulman de Huesca, Muhammad al-Tawil, qui saccage une partie du territoire et la soumet à son autorité. Cet événement conduit à un dépeuplement de la région.

### Le comté de Sobrarbe dans la Ribagorce
En 916, le comte Raymond Ier de Pallars-Ribagorce reconquiert le nord de la Sobrarbe et favorise le repeuplement de la région. C'est de cette période que daterait la fondation du monastère Saint-Pierre de Castillán, à Las Valles, sur la rive occidentale de l'Ara.
Le nord de la Sobrarbe passe ensuite au fils de Raymond Ier, Bernard Ier. Or, en 922 meurt le comte d'Aragon Galindo II Aznárez. Sans héritier mâle, son héritage est partagé entre ses deux filles : Endregoto Galindez apporte l'Aragon proprement dit au roi de Pampelune García II, tandis que Toda apporte la Sobrarbe méridionale à son époux, le comte de Ribagorce Bernard Ier. La Sobrarbe est alors complètement réunie entre les mains des comtes de Ribagorce.

### La domination navarraise
Après avoir récupéré le comté d'Aragon en 922, le roi de Pampelune, Sanche Ier, marche une première fois sur la Sobrarbe en 924. Sous la menace d'une attaque musulmane en Navarre, il doit renoncer à ses projets.
Il semblerait que ce soit son vassal, le comte d'Aragon Fortún Jiménez, vassal du roi de Pampelune, qui mène les expéditions militaires postérieures. La Sobrarbe est soumise certainement avant 959, puisqu'à cette date le monastère Saint-Jean de Matidero, en Sobrarbe, est visité par Fortún Jiménez et le roi Garcia III. Les évêques de Ribagorce obtiennent également l'extension de leur diocèse vers 950.
Seules les parties les plus orientales de la Sobrarbe restent également sous domination du comte de Ribagorce jusqu'au XIe siècle. Quant à la basse vallée du Cinca, autour d'El Grado, Samitier et Aïnsa reste sous domination musulmane. En 1006, une armée dirigée par Abd al-Malik, le fils de l'émir Almanzor, ravage à nouveau la Sobrarbe : Binueste est détruit, tandis que les moines de Matidero s'enfuient. Profitant de la mort prématurée de Guillaume II de Ribagorce, en 1017, les musulmans reconquièrent une partie de la Ribagorce voisine.
Le roi de Pampelune, Sanche III, avec l'aide des habitants de Sobrarbe, réagit immédiatement et reprend la vallée du Cinca la même année. Il soumet également le comte Silo, qui s'était taillé un territoire autour de Boïl, et annexe la Ribagorce au nom des droits héréditaires de son épouse, Munia Mayor de Castille. Il s'empare de la Sobrarbe et de la plus grande partie de la Ribagorce. C'est sous son règne que le comté commence à se développer : la basse vallée du Cinca est conquise et le territoire est réorganisé en districts militaires (tinences), constitués autour de châteaux à Boïl, Boltaña, Morillo de Monclús et Troncedo, afin de protéger la haute vallée du Cinca. Le monastère Saint-Victorien, principal monastère du comté, se développe, tandis que l'évêque de Ribagorce, Borell, participe au travail de refondation d'églises, comme à Puertolas en 1019. La Sobrarbe enfin est élevé au rang d'évêché, dans les limites de l'actuel archiprêtré.

### Indépendance et rattachement au royaume d'Aragon

Le partage du royaume de Navarre à la mort de Sanche III le Grand.

Avant de mourir en 1035, Sanche III réalise son testament : la majeure partie du royaume est transmise à Garcia, qui obtient Pampelune, la province d'Alava et une grande partie du comté de Castille. L'administration des autres territoires est laissée aux autres enfants : Ferdinand reçoit une partie de la Castille, Ramire les terres d'Aragon et Gonzalve les comtés de Sobrarbe et de Ribagorce.
Les frères de Garcia, qui ne supportent pas d'être de simples comtes vassaux de leur frère, décident de prendre le titre de roi : Gonzalve devient alors le premier roi de Sobrarbe et Ribagorce. Son règne est bref, car il est assassiné le 26 juin 1043, 1044 ou 1045, au pont de Montclús, près de Foradada del Toscar. Ramire Ier d'Aragon hérite du royaume de son frère. Le royaume de Sobrarbe et de Ribagorce est alors définitivement incorporé dans le royaume d'Aragon. Les successeurs de Ramire Ier n'ont pas porté les titres de rois ou de comtes de Sobrarbe.

### Sources et bibliographie
- (an) Cet article est partiellement ou en totalité issu de l’article de Wikipédia en aragonais intitulé « Condato de Sobrarbe » (voir la liste des auteurs).
- (es) José Ángel Sesma Muñoz, « Aragón medieval », Aragón en su historia, Caja de Ahorros de la Inmaculada, Saragosse, 1980, pp. 107-186  (ISBN 84-500-3905-3)
- (es) Antonio Ubieto Arteta, Historia de Aragón, vol. I, La formación territorial, Éd. Anubar, Saragosse, 1981  (ISBN 84-7013-181-8)
- (es) « Sobrarbe, comarca del », Gran Enciclopedia Aragonesa, 23 décembre 2009.